# Steve Horn
John Stephen Horn (ur. 31 maja 1931 w San Juan Bautista, zm. 17 lutego 2011 w Long Beach) – amerykański polityk, członek Partii Republikańskiej.

## Działalność polityczna
W okresie od 3 stycznia 1993 do 3 stycznia 2003 przez pięć kadencji był przedstawicielem 38. okręgu wyborczego w stanie Kalifornia w Izbie Reprezentantów Stanów Zjednoczonych.